# Flädermott
Flädermott, Anania coronata, är en fjärilsart som beskrevs av Johan Siegfried Hufnagel 1767. Flädermott ingår i släktet Anania och familjen gräsmott, Crambidae. Arten har livskraftiga (LC) populationer i både Sverige och i Finland. Inga underarter finns listade i Catalogue of Life.

## Bildgalleri

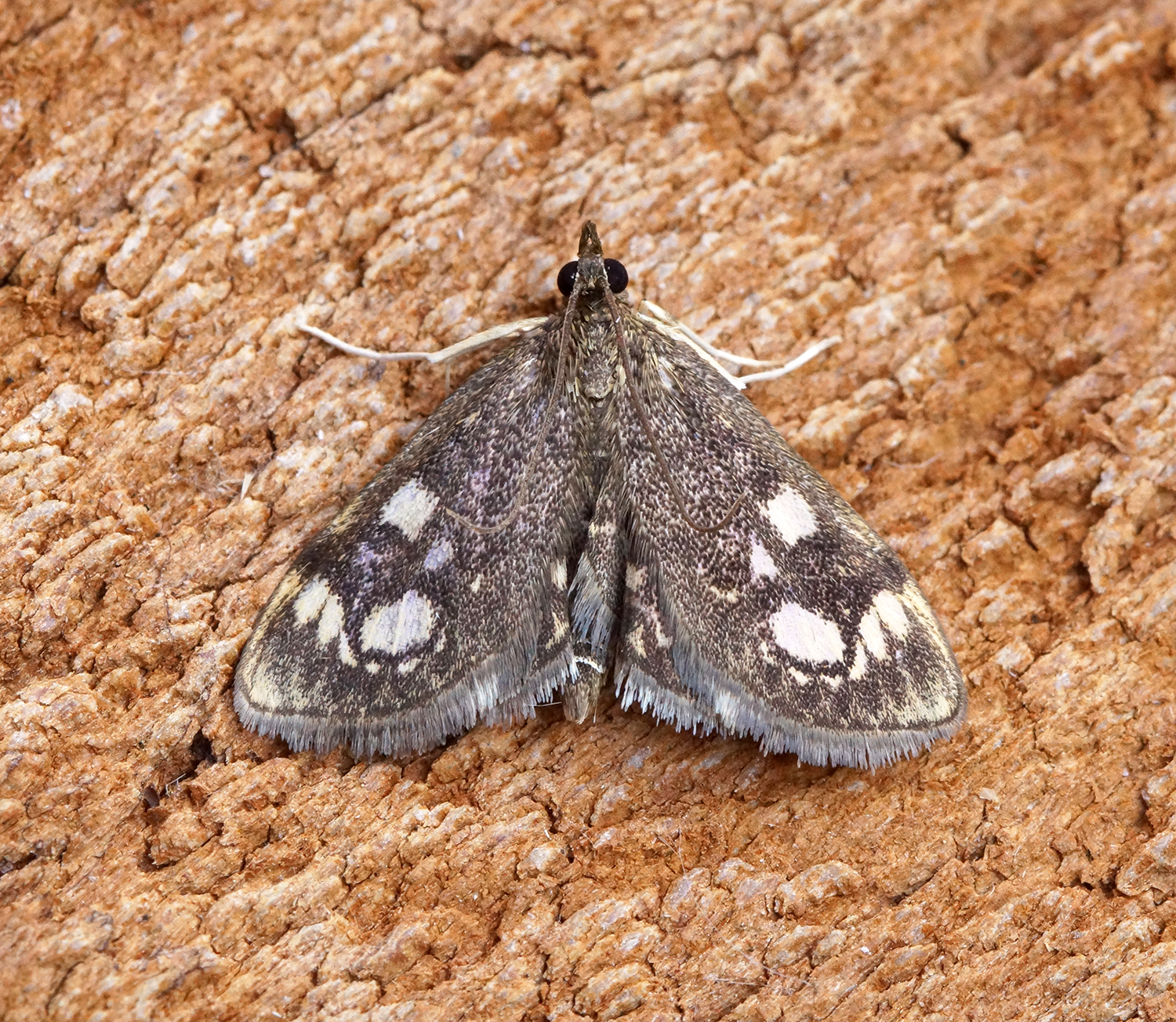
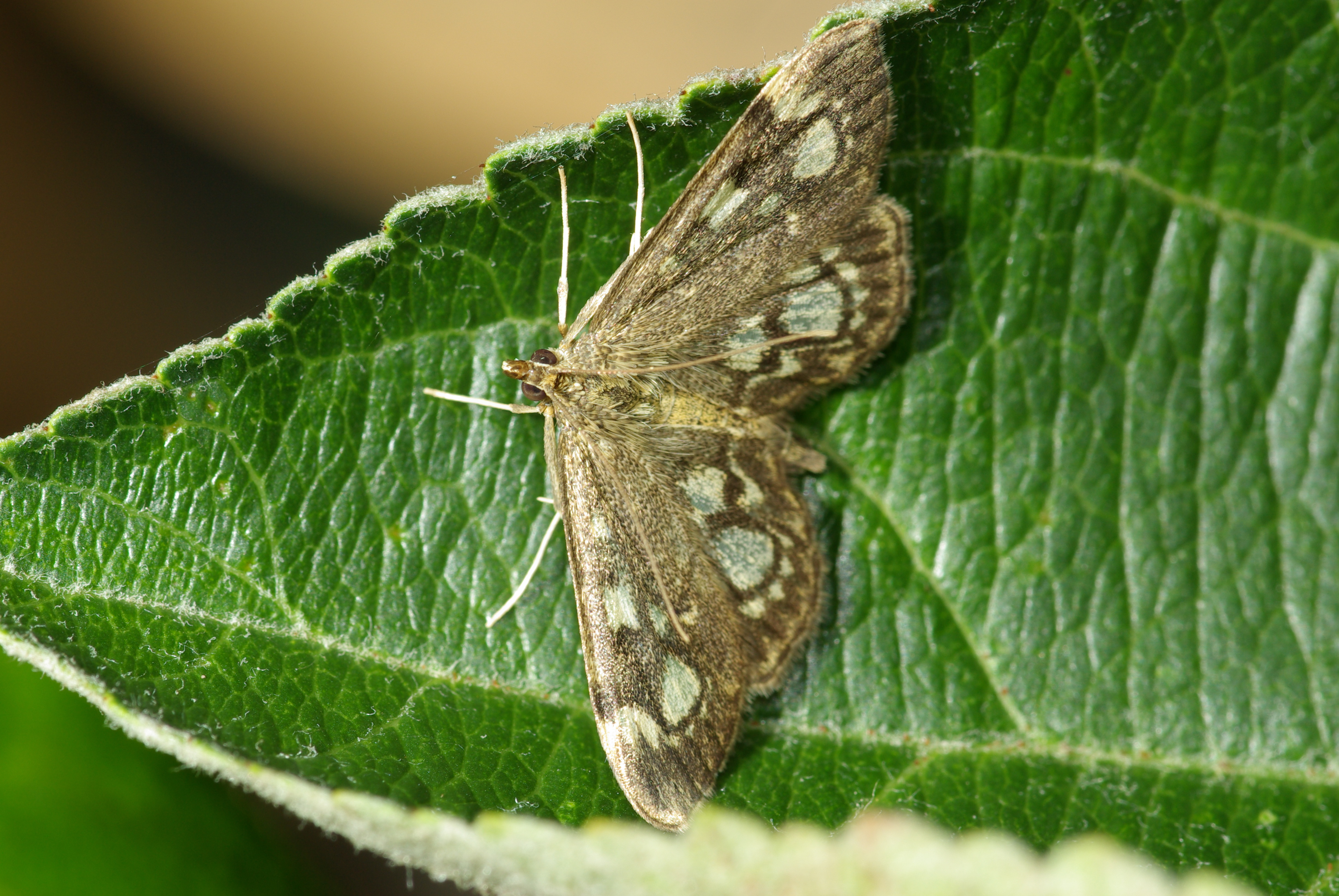
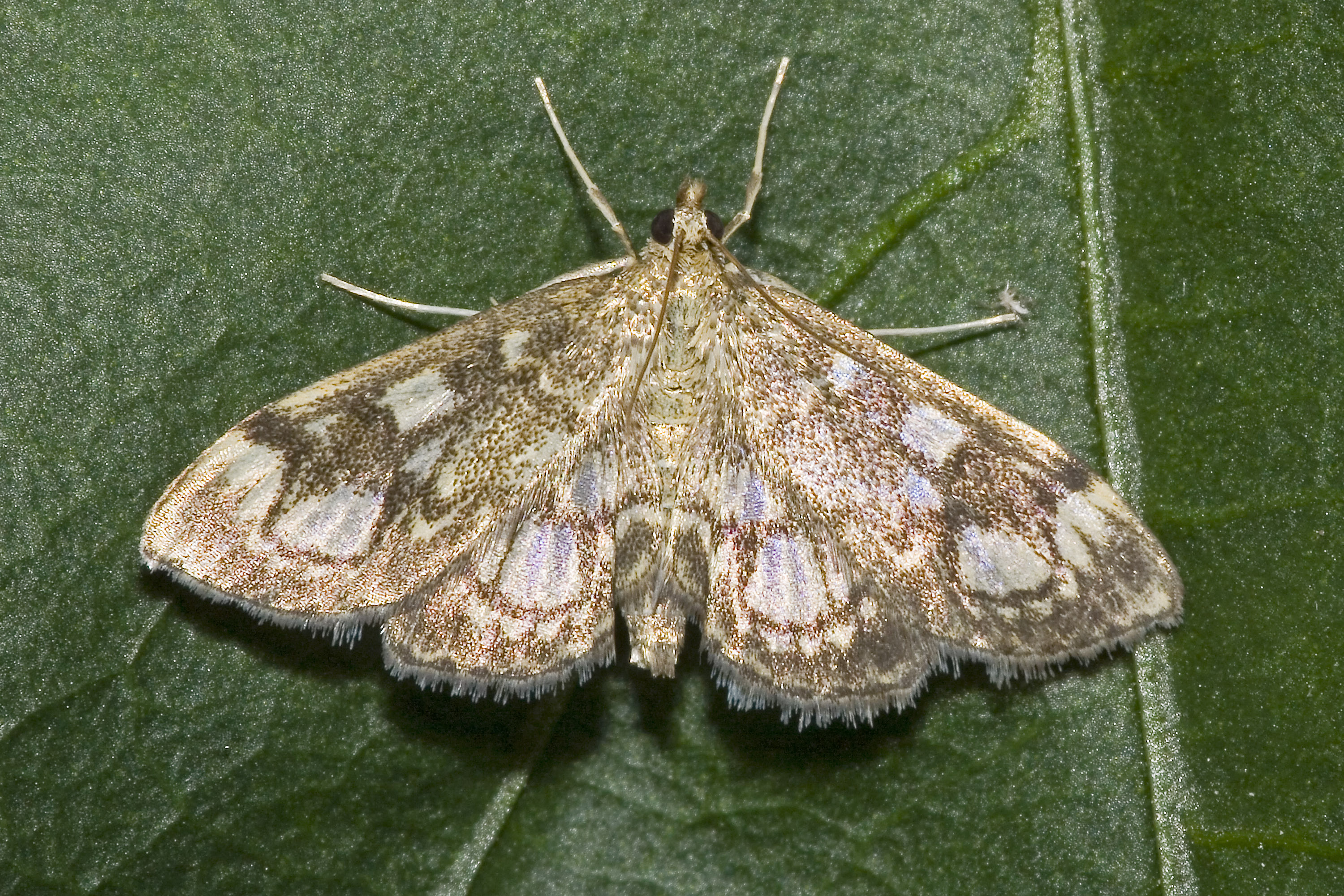
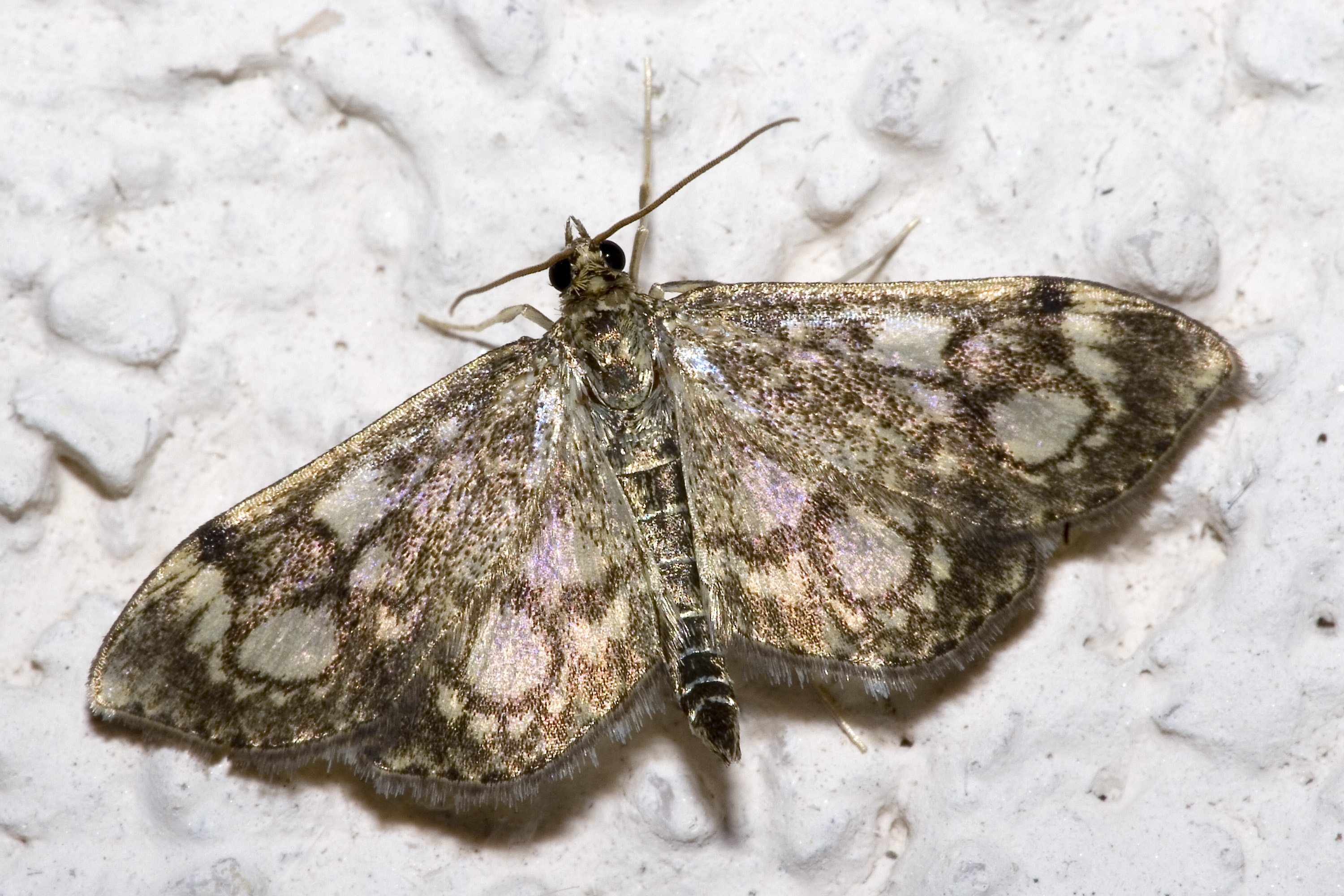
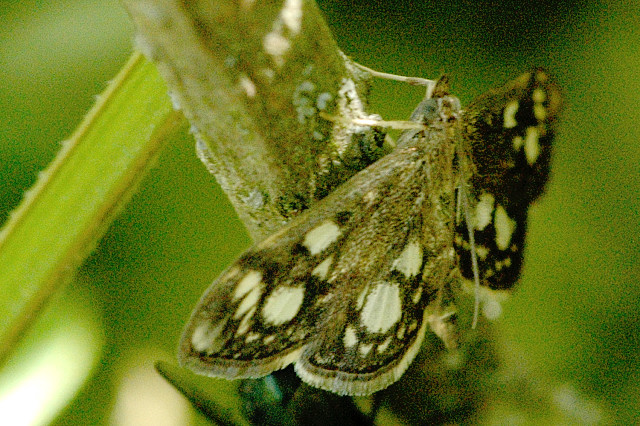